# 441
441 (CDXLI na numeração romana) foi um ano comum do século V do Calendário Juliano, da Era de Cristo, teve início a uma quarta-feira  e terminou também a uma quarta-feira, a sua letra dominical foi E (52 semanas). Segundo o horóscopo chinês, foi o ano da Serpente.
| Ano completo                        |
| ----------------------------------- |
| Ano comum com início à quarta-feira |

## Eventos
- As tribos dos Bagaudas, autênticos bandoleiros fazem incursões do norte da Península Ibérica ao vale do Rio Ebro, as suas incursões duraram até 454.
- Os povos Saxões consquistam o Sul da Grã Bretanha.

## Mortes
- Hermerico, rei dos Suevos.